# Alessandra Tarquini
Alessandra Tarquini (Roma, 6 maggio 1970) è una storica italiana.

## Biografia
Allieva di Renzo De Felice, e di Emilio Gentile, è stata borsista dell'Istituto italiano per gli studi storici. Ha conseguito il dottorato di ricerca in Filosofia politica all'Università di Pisa nel 2000. È professoressa associata di storia contemporanea all'Università la Sapienza.
Studiosa di cultura e politica italiana del Novecento, ha pubblicato monografie e saggi in riviste e miscellanee (si ricorda in particolare quello su Il partito socialista fra guerra fredda e "questione ebraica": sionismo, antisemitismo e conflitto arabo-israeliano nella stampa socialista, dalla nascita della Repubblica alla fine degli anni Sessanta, in Ebraismo, sionismo e antisemitismo nella stampa socialista italiana dalla fine dell'Ottocento agli anni Sessanta, a cura di Mario Toscano, Venezia, Marsilio, 2007, pp. 161–232 e alcune voci scritte per il Dizionario biografico degli italiani).
Ha curato le edizioni dei carteggi Croce-Tilgher (Bologna, Il Mulino, 2004) e Gentile-Prezzolini (Roma, Edizioni di Storia e letteratura, 2006). Ha collaborato a diverse trasmissioni RAI (sul Principe, sulla Grande guerra), e a programmi quali Wikiradio, Il tempo e la storia, Pagina 3.

## Opere principali
- Il Gentile dei fascisti: gentiliani e antigentiliani nel regime fascista, Bologna, il Mulino, 2009
- Storia della cultura fascista, Bologna, il Mulino, 2011 (2ª ed., 2016)
- La sinistra italiana e gli ebrei: socialismo, sionismo e antisemitismo dal 1892 al 1992, Bologna, Il mulino, 2019